# Saponaria kotschyi
Saponaria kotschyi är en nejlikväxtart som beskrevs av Pierre Edmond Boissier. Saponaria kotschyi ingår i släktet såpnejlikor, och familjen nejlikväxter. Inga underarter finns listade i Catalogue of Life.